# Hilara gallica
Hilara gallica är en tvåvingeart som först beskrevs av Johann Wilhelm Meigen 1804.  Hilara gallica ingår i släktet Hilara och familjen dansflugor. Arten är reproducerande i Sverige. Inga underarter finns listade i Catalogue of Life.